# Antonio Caballero de Barrera
Antonio Caballero de Barrera (Cartagena, 1715 – Guadalupe, 1796) fue un fraile católico de la  Orden de San Agustín, considerado fundador del pueblo de San José - Pacasmayo, por mandado del corregimiento de Saña y los pobladoes.

## Biografía
Fray Antonio Caballero de Barrera nació en Cartagena-España, en el año 1715 , según los registros agustinos , su padre fue Murciano y su madre Cartagenera, pero se desconocen sus nombres.
Habría llegado al Perú a la edad de 23 años, inicialmente enviado por la orden agustina a Cochabamba - actual Bolivia. Sin embargo terminó estableciéndose en el convento agustino de la Virgen de Guadalupe, en la costa norte del Perú.
Al llegar a Guadalupe se unió a los agustinos para la evangelización de los pueblos y el cuidado de la Virgen de Guadalupe. Le asignaron mucha tareas de representación entre ellas la representación de los PP.AA. en el pueblo de San José, donde más tarde lo refundaría.
Muy poco se sabe del resto de su vida, aunque también fue conocido por su pasión hacia la lectura.

## Fray Antonio Caballero de Barrera refunda el Pueblo deSan José de Tecapa
En 1768, Los sanfosefanos estaban cansados de las promesas de las autoridades españolas de darle una fundación formal al poblado, para hacer valer los derechos y beneficios que traían. Las carencias y los desastres eran constantes, como el fenómeno del niño de 1728 que casi hizo que los pobladores abandonen sus tierras y regresaran a Jequetepeque, pueblo que abandonaron hace más de un siglo, por el mismo problema.
En ese mismo año de 1768 una comisión de sanfosefanos, se enrumba hacia Trujillo, encabezada por el castizo don Alfredo de Ortiz apodado el tuerto, que además estaba acompañado por el padre agustino fray Antonio Caballero de Barrera.
La misión era exponer al corregidor las carencias que sufría y el pueblo y el pedido de los pobladores de darle fundación formal y cristiana al poblado de San José de Tecapa.
Las autoridades españolas de Trujillo, dejan el caso en manos de las de Saña, finalmente los sanfosefanos solicitan una fundación simbólica más que formal y el reconocimiento de sus derechos como mestizo, algo que recientemente se daba, afirmando no ser un pueblo de indios y además de sufrir el ambiente de crueldad de los españoles hacia los parcialidades indígenas de San Pedro y Jequetepeque que trabajaban en la estancia.
Las autoridades acceden al pedido de los sanfosefanos recién al siguiente año, permitiendo que el fraile agustino don Antonio Caballero de Barrera, hiciera los preparativos para refundar y reorganizar la población.
Como se sabe en el verano de 1769 se inicia la ceremonia de refundación, Fray Antonio unos día antes mando cortarles los ramas a un pequeño árbol que se encontraba en el centro del poblado, dejándolo como un tronco, luego hizo un tajo en su vértice superior, que era símbolo de la justicia real.
A la mañana siguiente Fray Antonio Caballero de Barrera se dirigió hacia la picota o tronco, hacia su alrededor se encontraban los pobladores. Destacaban entre ellos don Alfonso Ortiz, Pedro Molina y el indio Mateo Paira, también se encontraban indios yengle, los padres agustinos de Guadalupe, Cura y vicario Julián de Texada y Gastelumendí y el doctrinero de Jequetepeque, quien hizo la ceremonia religiosa.
Ante el silencio de los presentes, fray Antonio tomó la espada de su amigo el capitán Antero López y proclamaba a los cuatro vientos la refundación del poblado, repitiendo en voz alta "este poblado está al servicio de Dios y el rey" y luego, aún más fuerte, repetía "aquí se funda el pueblo de San José de Tecapa, vengan e inténtenme si no están de acuerdo, así desafiando aquel persona que se opusiese."
Una vez conseguida la uniformidad de criterio, se acercó al rollo y levantó la espada, empezando a herirlo de arriba abajo, descortezándolo en parte. Con esto se demostró que todos los pobladores estaban en posesión de estas tierras en nombre del Rey y con el consentimiento de las autoridades del partido de Saña. Así declaró refundado el pueblo.
Como la fundación fue simbólica no se redactó una acta. Se dice que solo tallaron sus iniciales en el tronco o rollo.